# 七股寶安宮白鶴陣
七股寶安宮白鶴陣，又名樹仔腳寶安宮白鶴陣，是臺灣臺南市七股區樹林里寶安宮設立的一個廟會表演武術藝陣(武陣)，經臺南市政府核定為臺南市定傳統表演藝術，亦是國家文化資產首批登錄傳統表演藝術之武陣。

## 歷史
寶安宮白鶴陣始創於日治時代昭和三年（1928年），適逢西港香戊辰香科，由曾任七股庄長的村民黃大賓力倡組織武陣，以便於刈香時護衛「康府千歲」聖駕。當時以道教儀式奏請玉皇上帝欽賜，准奉請南極仙翁之侍將「白鶴仙師」、「白鶴童子」兩尊者降凡主導之護神，因而命名為「白鶴陣」。傳承迄今已有七十七年之久；如今是全台灣古文化藝陣中唯二之白鶴陣，另一個是土城蚵寮仔白鶴陣。

## 組織運作
白鶴陣為「宋江四陣」（宋江陣、金獅陣、白鶴陣、五虎平西陣）之一，由宋江陣演變而來。該陣頭的主角為一白鶴造形的套頭道具，主體以細竹架紮布而成，由一人穿戴，雙手各握翅膀走白鶴舞步，有時快有時慢，有時進有時退，有時跳有時飛，完全模仿白鶴姿態，表演頗為生動傳神，多由數人輪流穿戴表演。另有一導引白鶴的白鶴童子（此由一人頭帶面具所飾），為白鶴陣的領陣人，穿梭其間，與白鶴對跳。
樹仔腳寶安宮白鶴陣的組織型態，基本上與宋江陣類似，下場表演的人數為三十六人，加上替換人員，鑼鼓手及其他工作人員，全部約六七十人。由於它是西港香的專屬陣頭，平時鮮有操演，因此每逢三年一科的刈香活動屆臨之前，就必須招兵買馬，從事各有關陣勢、拳法的訓練。也由於它是一個非常設的陣頭，每次組陣總會面臨人員招募的困難，尤其在目前工商發達的時代，隊員必須時常請假，晚上參加訓練不能加班，這些都是必須克服的難題。
高高的身軀，細長的脖子，在陣頭前面來回奔馳、跳躍，真是一隻超級的大白鶴，這正是白鶴陣的精神主軸。白鶴是用竹編骨架，外覆白布再加描繪而成，表演之時，由一人穿戴，雙手各握翅膀，行走跑跳之間則模仿白鶴的各種姿態。白鶴之前有一白鶴童子以為引路，白鶴童子亦由人裝扮，頭戴面具，時而在前引路，時而與白鶴對舞。白鶴陣的表演總是在熱鬧的鑼鼓聲中，由白鶴作前導，行過拜神之禮後，就開始繞圈，接著進入類似宋江陣的各種武術表演。有個人兵器操演，空手拳，兵器對打等。還有七星陣，太極八卦陣的排演。

### 使用武器
- 雨傘（一支）
- 大刀（一支）
- 官刀（二支）
- 踢刀（四支）
- 雙刀（一對）
- 矛槍（四支）
- 雙眼（二對）
- 齊眉（八支）
- 雙邊（一對）
- 盾牌（八面）
- 耙（八支）